# Lophocharis curvata
Lophocharis curvata is een raderdiertjessoort uit de familie Mytilinidae. De wetenschappelijke naam van deze soort is voor het eerst geldig gepubliceerd in 1982 door Bērzinś.